# Elsa von Gutmann
Titre
Princesse consort de Liechtenstein
11 février 1929 – 25 juillet 1938 
(9 ans, 5 mois et 14 jours)
Élisabeth dite Elsa von Gutmann (née le 6 janvier 1875 à Vienne, morte le 28 septembre 1947 à Vitznau) est princesse consort de Liechtenstein de 1929 à 1938.

## Biographie
Elle est la fille de l'homme d'affaires Wilhelm von Gutmann et de sa seconde épouse, Ida Wodianer.
En 1899, elle contracte un premier mariage avec Géza Erős von Bethlenfalva, un baron hongrois, qui meurt jeune le 7 août 1908, sans descendance. 
En 1914, elle fait la connaissance de François de Liechtenstein. Le prince Jean II de Liechtenstein, son frère, voit cette relation d'un mauvais œil. Le 11 février 1929, François succède à son frère, mort célibataire et sans enfant, et devient le prince souverain François Ier.
François Ier et Elsa deviennent le premier couple princier à aller au contact du peuple du Liechtenstein et visiter le pays. Elsa effectue des visites aux malades des hôpitaux, assiste à l'inauguration d'institutions publiques et rencontre des personnes pauvres. Par sa gentillesse, elle est très populaire, la Fondation Franz et Elsa pour les jeunes Liechtensteinois existe encore aujourd'hui.
Après la mort de son époux, en 1938, elle s'installe dans une maison à Semmering. Après l'Anschluss, elle doit s'exiler en Suisse où elle meurt peu après la fin de la Seconde Guerre mondiale, en 1947.
Elle est la première princesse à être inhumée, non pas à Vranov, mais dans la nouvelle crypte royale à côté de la cathédrale Saint-Florin de Vaduz.

## Source
- (de) Cet article est partiellement ou en totalité issu de l’article de Wikipédia en allemand intitulé « Elsa von Gutmann » (voir la liste des auteurs).